# 山本照子
山本 照子（やまもと てるこ、1951年 - ）は、日本の歯科医師・歯学者。東北大学大学院歯学研究科口腔保健発育学講座顎口腔矯正学分野教授。元徳島大学歯学部歯科矯正学講座教授、元岡山大学大学院医歯薬学総合研究科機能再生・再建学専攻顎顔面口腔矯正学分野教授。歯科矯正学の分野で知られる。

## 経歴
1975年大阪大学歯学部卒業後、同大学歯科矯正学講座、附属病院矯正科医員、生化学講座助手、附属病院矯正科助手、講師を経て1995年に徳島大学教授に就任、1997年より岡山大学教授、2006年より東北大学教授。

## 著作
- 山本照子 著「3編 治療 14章 反対咬合の治療開始時期 ・ 15章 反対咬合の治療計画のたて方・ 16章 前歯反対咬合の治療」、須佐美隆三 編『臨床 反対咬合』医歯薬出版、1997年4月。ISBN 978-4-263-45362-9。 NCID BA30542844。
- 代表編集委員 伊藤学而、中島榮一郎 編集委員 山本照子、清水典佳、大塚裕純 編『臨床家のための矯正YEAR BOOK 2004 矯正歯科医と一般臨床歯科医へ贈る矯正歯科の「いま」と「これから」』クインテッセンス出版〈ザ・クインテッセンス別冊〉、2004年10月10日。ISBN 978-4874178218。 NCID BA69870557。
- 代表編集委員 伊藤学而、中島榮一郎 編集委員 山本照子、清水典佳、大塚裕純 編『臨床家のための矯正YEAR BOOK 2005 一般臨床歯科医と矯正歯科医で発信する社会へのメッセージ―社会にみられる矯正歯科の「芽」』クインテッセンス出版〈ザ・クインテッセンス別冊〉、2005年10月10日。ISBN 978-4874178775。 NCID BA74336850。
- 平下斐雄、山本照子『歯は動く 矯正歯科臨床の生物学的背景』医歯薬出版、2006年3月1日。ISBN 978-4-263-45595-1。 NCID BA76207520。
- 代表編集委員 伊藤学而、中島榮一郎 編集委員 山本照子、清水典佳、大塚裕純 編『臨床家のための矯正YEAR BOOK 2006 矯正歯科の「芽」をどう育てるか』クインテッセンス出版〈ザ・クインテッセンス別冊〉、2006年10月10日。ISBN 978-4874179284。 NCID BA79037981。
- J-H.Sung, H-M.Kyung, S-M.Bae, H-S.Park, O-W.Kwon .J.A.McNamara,Jr.『実践 インプラント固定による矯正歯科治療』訳 山本照子・宮脇正一、砂書房、2006年12月12日。ISBN 978-4901894449。 NCID BA80142586。
- 佐藤亨至『操作しながら学べるデジタル時代のセファロ分析 CD-ROM（WinCeph機能限定版）付』監修 山本照子、医歯薬出版、2007年1月10日。ISBN 978-4-263-44234-0。 NCID BA8022815X。
- 代表編集委員 伊藤学而、中1．島榮一郎 編集委員 山本照子、清水典佳、大塚裕純 編『臨床家のための矯正YEAR BOOK 2007 グレード別症例から学ぶ治療の実際』クインテッセンス出版〈ザ・クインテッセンス別冊〉、2007年10月10日。ISBN 978-4874179819。 NCID BA83730332。
- 相馬邦道、飯田順一郎、山本照子、葛西一貴、後藤滋巳 編『歯科矯正学』（第5版）医歯薬出版、2008年3月25日。ISBN 978-4-263-45615-6。 NCID BA85814648。
- 代表編集委員 伊藤学而、中島榮一郎 編集委員 山本照子、清水典佳、大塚裕純 編『臨床家のための矯正YEAR BOOK 2008 質の高い臨床を目指して症例から学ぶ』クインテッセンス出版〈ザ・クインテッセンス別冊〉、2008年10月10日。ISBN 9784781200347。 NCID BA8741870X。
- 代表編集委員 伊藤学而、中島榮一郎 編集委員 山本照子、清水典佳、大塚裕純 編『臨床家のための矯正YEAR BOOK 2009 症例から学ぶ矯正臨床のためのクリニカルヒント』クインテッセンス出版〈ザ・クインテッセンス別冊〉、2009年12月10日。ISBN 9784781201139。 NCID BB0079365X。
- 高田健治 編『高田の歯科矯正の学び方 わかる理論・治す技術』執筆協力 山本照子、垣内康弘、嘉ノ海龍三、上松節子、留和香子、メデジットコーポレーション、2010年9月10日。ISBN 978-4944142095。 NCID BB03194979。
- Hyo-Sang Park『外科的矯正治療へのマイクロインプラントの応用』訳 加治初彦、高橋正光、保田好隆 監訳 山本照子、砂書房、2016年2月。ISBN 9784907008079。 NCID BB21212733。

### 科研費研究成果報告書
- 研究代表者 宮本学 研究分担者 上岡寛、山本照子『遺伝子導入法を用いた歯根膜細胞の細胞系統の同定』〈科学研究費補助金基盤研究(C)(2)研究成果報告書〉2002年3月。 NCID BA58153827。
- 研究代表者 上岡寛 研究分担者 山本照子、宮本学『骨細胞が機械的刺激を生物的刺激に変換する機序を解明する研究 : GFP遺伝子導入法を細胞骨格に応用して』〈科学研究費補助金基盤研究(C)(2)研究成果報告書〉2002年3月。 NCID BA58157974。
- 研究代表者 山本照子 研究分担者 上岡寛、宮本学、坪井佳子『メカニカルストレスにより歯根膜に誘導される遺伝子群の解析』〈科学研究費補助金(基盤研究(B)(2))研究成果報告書〉2002年3月。 NCID BA58230509。
- 研究代表者 宮脇正一 研究分担者 松本俊郎、山本照子『顎口腔機能運動時に顎間接部に加わるメカニカルストレスを算出するためのモデルの開発』〈科学研究費補助金基盤研究(C)(2)研究成果報告書〉2002年3月。 NCID BA58247261。
- 研究代表者 山本照子 研究分担者 岩本容泰、樋口義信、坪井佳子、藤木辰哉『歯の移動と歯根吸収の生物学的制御』〈科学研究費補助金(基盤研究(B)(1))研究成果報告〉2003年3月。 NCID BA63445865。
- 研究代表者 黒田晋吾 研究分担者 山本照子 他『下顎頭・下顎骨骨折の修復促進のための軟骨由来成長因子CTGF遺伝子導入』〈科学研究費補助金基盤研究(C)(2)研究成果報告書〉2003年3月。 NCID BA63807707。
- 研究代表者 坪井佳子 研究分担者 山本照子 他『ヒト歯牙腫の歯根膜細胞を用いた歯根膜再生機序に関する研究』〈科学研究費補助金基盤研究(C)(2)研究成果報告書〉2003年3月。 NCID BA63807707。
- 研究代表者 谷本裕子 研究分担者 山本照子 他『顎関節の変形性関節症の成因に関する運動学的および生物力学的研究』〈科学研究費補助金基盤研究(C)(2)研究成果報告書〉2003年4月。 NCID BA63808889。
- 研究代表者 山本照子『顎顔面骨格の再生医療に向けた軟骨分化決定因子に関する研究』〈科学研究費補助金(基盤研究(A)(2))研究成果報告書〉2005年3月。 NCID BA73396686。
- 研究代表者 宮脇正一 研究分担者 山本照子、谷本裕子『睡眠時のブラキシズムと胃食道酸逆流との関係を明らかにする神経生理学的研究』〈科学研究費補助金(基盤研究(B)(2))研究成果報告書〉2005年4月。 NCID BA73609685。
- 研究代表者 上岡寛 研究分担者 山本照子、福永智広『生骨組織中での骨細胞分化過程の可視化』〈科学研究費補助金(基盤研究(B))研究成果報告書〉2006年5月。 NCID BA77598026。
- 研究代表者 出口徹 研究分担者 山本照子、黒田晋吾『矯正学的歯の移動時における骨改造現象と神経伝達物質との関連』〈科学研究費補助金(基盤研究C)研究成果報告書〉2007年4月。 NCID BA82834558。
- 研究代表者 山城隆 研究分担者 山本照子『口蓋裂の発生に関与する遺伝子の特定 : Runx1が口蓋形成に関わる役割について』〈科学研究費補助金(基盤研究(B))研究成果報告書〉2008年2月。 NCID BA89342813。
- 研究代表者 上岡寛 研究分担者 山本照子『微細構造を反映した仮想骨の作製 : 超高圧電子顕微鏡を用いたナノレベル解析』〈科学研究費補助金(基盤研究C)研究成果報告書〉2008年4月。 NCID BA87702758。
- 研究代表者 山本照子『骨細胞の細胞性ネットワーク形成機序の解明と機械的刺激応答性に関する総合的研究』〈科学研究費補助金(基盤研究A)研究成果報告書〉2008年5月。 NCID BB09416756。

## 所属団体
- 日本歯科医学会 歯科学術用語委員会委員[2]
- 日本矯正歯科学会 理事[2]
- 国際歯科研究学会[2]
- 国際歯科研究学会日本部会 元理事[2]
- 日本顎関節学会 評議員[2]
- 日本骨代謝学会 評議員[2]
- アメリカ矯正歯科学会 Editorial review Board[2]
- 岡山歯学会[2]
- 日本CCNファミリー研究会[2]
- Journal of bone mineral metabolism Editorial board[2]
- Orthodontics and Craniofacial Research Editorial Board[2]

| 学職                                         | 学職 | 学職                                                                |
| -------------------------------------------- | --- | ------------------------------------------------------------------- |
| 先代 大谷啓一 第52回 2004年 学術総合センター | 国際歯科研究学会日本部会 総会・学術大会 大会長 第53回 2005年 岡山大学                                       | 次代 -（第84回国際歯科研究学会内での開催） 第54回 2006年 ブリスベン |
| 先代 中後忠男 1980年 - 1996年                | 岡山大学機能再生・再建科学専攻、口腔・顎・顔面機能再生制御学講座、歯科矯正学分野 教授 1997年 - 2006年 第2代 | 次代 山城隆 2006年 - 2013年                                         |